# Viktor Dankl von Krasnik
Viktor Julius Ignaz Ferdinand Graf Dankl von Krasnik (Udine, 18. rujna 1854. – Innsbruck, 8. siječnja 1941.) je bio austrougarski general i vojni zapovjednik. Tijekom Prvog svjetskog rata zapovijedao je 1. armijom i 11. armijom na Istočnom i Talijanskom bojištu.  

## Vojna karijera
Viktor Dankl rođen je 18. rujna 1854. u Udinama. Danklov otac je bio satnik u austrijskoj vojsci koji je služio u blizini Venecije. Nakon očevog umirovljenja 1865. Danklova obitelj se nastanila u Gorici gdje je Dankl pohađao srednju školu koju je nastavio i završio u Trstu. Nakon završetka srednje škole Dankl je školovanje nastavio u kadetskoj školi u St. Poltenu, nakon čega od 1869. pohađa Terezijansku vojnu akademiju u Bečkom Novom Mjestu. Po završetku vojne akademije s činom poručnika služi u 3. pukovniji smještenoj u Ennsu. Od 1877. pohađa Ratnu školu u Beču koju završava 1880. godine nakon čega služi kao stožerni časnik u 8. konjičkoj brigadi smještenoj u Pragu. Godine 1896. postaje načelnikom stožera XIII. korpusa sa sjedištem u Zagrebu koju dužnost obavlja do 1899. kada postaje načelnikom središnjeg ureda Glavnog stožera. U svibnju 1903. promaknut je u čin general bojnika, te istodobno postaje zapovjednikom 66. pješačke brigade. Godine 1905. dobiva zapovjedništvo nad 16. pješačkom brigadom smještenom u Trstu, dok je u studenom 1907. unaprijeđen u čin podmaršala, te postaje i zapovjednikom 36. pješačke divizije smještene u Zagrebu. U veljači 1912. dobiva zapovjedništvo nad XIV. korpusom sa sjedištem u Innsbrucku, a u listopadu te iste godine promaknut je i u čin generala konjice. Četrnaestim korpusom koji je bio zadužen za obranu Tirola zapovijedao je do početka Prvog svjetskog rata.

## Prvi svjetski rat
Na početku Prvog svjetskog rata Dankl je imenovan zapovjednikom 1. armije koja se zajedno s 4. armijom nalazila na sjevernom dijelu austrougarskog rasporeda na Istočnom bojištu. Dankl je prema austrougarskom planu 22. kolovoza 1914. prešao rijeku San, te se sukobio s ruskom 4. armijom koju je porazio u četverodnevnoj Bitci kod Krasnika što je bila prva austrougarska pobjeda u Prvom svjetskom ratu. Za zapovijedanje u navedenoj bitci Dankl je odlikovan Ordenom vojnog reda Marije Terezije, te je postao vrlo popularan u javnosti. Međutim, zbog poraza austrougarske vojske na istočnom dijelu austrougarskog rasporeda Dankl se kako bi izbjegao okruživanje morao povući na položaje sjeverno od Krakowa.
Tijekom zime 1914-15 Dankl je zapovijedao na relativno mirnom dijelu Istočnog bojišta budući njegova 1. armija nije sudjelovala u Karpatskim ofenzivama. U svibnju 1915. Danklova armija je zbog njemačkog proboja ruskog fronta prilikom ofenzive Gorlice-Tarnow također napredovala, ali je njezino napredovanje zaustavljeno ruskim protunapadom kod Opatowa.
Nakon što je Italija ušla u rat na strani Antante Dankl je premještan na Talijansko bojište gdje je preuzeo zapovjedništvo nad jedinicama Zemaljske obrane Tirola. Iako su austrougarske jedinice kojima je Dankl zapovijedao bile loše opremljene i brojčano inferiorne talijanskima, Dankl je uspio spriječiti da front bude probijen i da jedinice talijanske vojske prodru u Austro-Ugarsku.
U ožujku 1916. imenovan je zapovjednikom novoformirane 11. armije, dok je u svibnju promaknut u general pukovnika. Zapovijedajući navedenom armijom sudjeluje u Tirolskoj ofenzivi kojoj je cilj bio zauzimanje Venecije iz smjera Tirola. Danklove jedinice su uspjele u početku uspjele izvršiti proboj prve i druge talijanske linije, ali je napredovanje zaustavljeno zbog problema s opskrbom i produljenih opskrbnih linija. Osim toga, na Istočnom bojištu ruska vojska je uspješno započela Brusilovljevu ofenzivu zbog čega su na isto morala biti upućena austrougarska pojačanja.
Nakon završetka Tirolske ofenzive za neuspjeh iste okrivljen je Dankl. Dankl je morao odstupiti s mjesta zapovjednika 11. armije službeno, zbog zdravstvenih razloga, iako je i prije razrješenja poslao pismo kojim daje ostavku na mjesto zapovjednika. Do kraja rata nije dobio novo zapovjedništvo. U siječnju 1917. imenovan je zapovjednikom počasne carske garde, dok je u kolovozu te iste godine uzdignut u baruna, te mu je dodijeljena titula "von Krasnik". U jesen 1918. dodijeljena mu je titula grofa.

## Poslije rata
Nakon završetka rata Dankl je sa 1. prosincem 1918. umirovljen, te se preselio u Innsbruck. Nakon smrti Conrada 1925. zamijenio je istoga na mjestu kancelara Vojnog rada Marije Terezije koju dužnost je obavljao idućih šest godina. Napisao je više znanstvenih članaka u kojima je branio djelovanje austrougarske vojske u Prvom svjetskom ratu posebice od kritika njemačkih autora. Zagovarao je povratak monarhije, te je bio protivnik Hitlera i Anschlussa.
Preminuo je 8. siječnja 1941. godine u 87. godini života u Innsbrucku, svega tri dana nakon što mu je preminula supruga. Pokopan je na groblju Wilten odlukom vojnih vlasti bez vojnih počasti.